# Thác Khe Vằn
Thác Khe Vằn là thác trên suối Khe Vằn ở xã Húc Động huyện Bình Liêu tỉnh Quảng Ninh, Việt Nam.
Thác Khe Vằn có độ cao địa hình cỡ 330 m, ở cách thị trấn Bình Liêu 21°31′37″B 107°24′00″Đ / 21,526954°B 107,399883°Đ hướng đông nam cỡ 10 km đường thẳng, 15 km đường bộ. Thác được xếp hạng di tích danh thắng cấp tỉnh năm 2011.
Đường đến thác đi theo quốc lộ 18C, từ thị trấn Tiên Yên đi Hoành Mô. Đến thị trấn Bình Liêu thì chuyển sang đường liên xã đi Húc Động ở hướng đông nam. Tập kết ở thôn Khe Vằn xã Húc Động trước khi lên thác.

## Tai nạn
Nước suối và thác mát lạnh, đường thác trơn,... là những yếu tố dễ gây tai nạn cho khách du lịch khám phá trượt thác hoặc tắm trong hồ chân thác. Ngày 02/07/2019 một phượt thủ từ TP Cẩm Phả chết đuối dưới thác trong khi những bạn bè xung quanh không biết.
Cùng ngày một xe chở du khách từ tỉnh Thái Bình sau khi tham quan thác Khe Vằn, trên đường về đến thôn Nà Cang xã Đại Thành huyện Tiên Yên đã lao xuống vực làm 2 người chết, 2 người bị thương nặng.